# Nelson Philippe
Nelson Philippe (ur. 23 lipca 1986 w Valence) – francuski kierowca wyścigowy.

## Kariera

### Początki
Philippe rozpoczął karierę w wyścigach samochodowych w 2003 roku, od startów w Barber Dodge Pro Series. Tylko raz stawał na podium. Uzbierane 66 punktów dało mu szóstą lokatę w klasyfikacji generalnej.

### Champ Car
W latach 2004-2008 Francuz pojawiał się na starcie Światowej Serii Champ Car. W ciągu tych pięciu lat tylko w jednym sezonie stawał na podium - trzykrotnie w 2006 roku. Dlatego też po sezonach ukończonych na odpowiednio 16 i 13 miejscu, sezon 2006 ukończył tuż za podium klasyfikacji generalnej. W kolejnych sezonach wystartował w zaledwie dwóch wyścigach.

### Azjatycka Seria GP2
Na przełomie 2008 i 2009 roku Nelson dołączył do stawki Azjatyckiej Serii GP2, gdzie przejechał dwa wyścigi z francuską ekipą ART Grand Prix. Nigdy jednak nie zdobywał punktów.

## Statystyki
| Sezon     | Seria                                 | Zespół                           | Wyścigi | Zwycięstwa | PP | NO | Podium | Punkty | Pozycja |
| --------- | ------------------------------------- | -------------------------------- | ------- | ---------- | -- | -- | ------ | ------ | ------- |
| 2003      | Barber Dodge Pro Series               |                                  | 10      | 0          | 0  |    | 1      | 66     | 9       |
| 2004      | Champ Car Powered by Ford             | Rocketsports Racing              | 11      | 0          | 0  | 0  | 0      | 89     | 16      |
| 2004      | Champ Car Powered by Ford             | Conquest Racing                  | 11      | 0          | 0  | 0  | 0      | 89     | 16      |
| 2005      | Champ Car Powered by Ford             | Mi-Jack Conquest Racing          | 13      | 0          | 0  | 0  | 0      | 117    | 13      |
| 2006      | Champ Car Powered by Ford             | CTE Racing  HVM                                 | 14      | 1          | 0  | 1  | 3      | 231    | 4       |
| 2007      | Champ Car                             | Conquest Racing                  | 2       | 0          | 0  | 0  | 0      | 28     | 19      |
| 2008      | Superleague Formula                   | BVB Borussia Dortmund - Zakspeed | 3       | 0          | 0  | 0  | 0      | 218    | 14      |
| 2008      | Champ Car                             | Minardi / HVM                    | 1       | 0          | 0  | 0  | 0      | 0      | NS      |
| 2008/2009 | Azjatycka Seria GP2                   | ART Grand Prix                   | 2       | 0          | 0  | 0  | 0      | 0      | 34      |
| 2009      | IndyCar                               | HVM Racing                       | 1       | 0          | 0  | 0  | 0      | 16     | 35      |
| 2010      | Grand-Am Rolex Sports Car Series - DP | Starworks Motorsport             | 3       | 0          | 0  | 0  | 0      | 39     | 35      |

## Wyniki w Azjatyckiej Serii GP2
| Legenda oznaczeń w tabelach wyników Wyświetl szablon na nowej stronie | Legenda oznaczeń w tabelach wyników Wyświetl szablon na nowej stronie                                                                     |
| Oznaczenie                                                            | Wyjaśnienie |
| --------------------------------------------------------------------- | --- |
| Złoty                                                                 | Zwycięzca lub mistrzostwo |
| Srebrny                                                               | 2. miejsce lub wicemistrzostwo |
| Brązowy                                                               | 3. miejsce lub II wicemistrzostwo |
| Zielony                                                               | Ukończył, punktował (w klasyfikacji generalnej, gdy zdobył co najmniej jeden punkt na przestrzeni sezonu, poza trzema powyższymi opcjami) |
| Niebieski                                                             | Ukończył, nie punktował (w klasyfikacji generalnej, gdy nie zdobył co najmniej jednego punktu na przestrzeni sezonu)                      |
| Czerwony                                                              | Nie zakwalifikował się (NZ) |
| Czerwony                                                              | Nie prekwalifikował się (NPK) |
| Różowy                                                                | Nie ukończył (NU) |
| Różowy                                                                | Niesklasyfikowany (NS) (w klasyfikacji generalnej, gdy nie został sklasyfikowany w żadnym wyścigu sezonu)                                 |
| Czarny                                                                | Zdyskwalifikowany (DK) |
| Czarny                                                                | Wykluczony (WYK/EX) |
| Biały                                                                 | Nie wystartował (NW) |
| Biały                                                                 | Kontuzjowany (K/INJ) |
| Biały                                                                 | Wyścig odwołany (OD/C) |
| Bez koloru                                                            | Został wycofany (WYC/WD) |
| Bez koloru                                                            | Nie przybył (NP/DNA) |
| Bez koloru                                                            | Nie brał udziału w treningach (NT/DNP) |
| Bez koloru                                                            | Nie został zgłoszony (–) |
| Pogrubienie                                                           | Start z pole position |
| Kursywa                                                               | Najszybsze okrążenie wyścigu |
| †                                                                     | Nie ukończył, ale jego rezultat został zaliczony ze względu na przejechanie więcej niż 90% dystansu wyścigu.                              |
| *                                                                     | Sezon w trakcie |
| 1/2/3                                                                 | Punktowana pozycja w sprincie kwalifikacyjnym                                                                                             |
| Lista systemów punktacji Formuły 1                                    | |

| Rok       | Zespół         | Wyniki w poszczególnych eliminacjach | Wyniki w poszczególnych eliminacjach | Wyniki w poszczególnych eliminacjach | Wyniki w poszczególnych eliminacjach | Wyniki w poszczególnych eliminacjach | Wyniki w poszczególnych eliminacjach | Wyniki w poszczególnych eliminacjach | Wyniki w poszczególnych eliminacjach | Wyniki w poszczególnych eliminacjach | Wyniki w poszczególnych eliminacjach | Wyniki w poszczególnych eliminacjach | Punkty | Pozycja |
| --------- | -------------- | ------------------------------------ | ------------------------------------ | ------------------------------------ | ------------------------------------ | ------------------------------------ | ------------------------------------ | ------------------------------------ | ------------------------------------ | ------------------------------------ | ------------------------------------ | ------------------------------------ | ------ | ------- |
| 2008/2009 | ART Grand Prix | CHN                                  | CHN                                  | ARE                                  | BHR                                  | BHR                                  | QAT                                  | QAT                                  | MAL                                  | MAL                                  | BHR                                  | BHR                                  | 0      | 34      |
| 2008/2009 | ART Grand Prix | 17                                   | 13                                   | -                                    | -                                    | -                                    | -                                    | -                                    | -                                    | -                                    | -                                    | -                                    | 0      | 34      |